# Horst Freiherr Treusch von Buttlar-Brandenfels
Horst Freiherr Treusch von Buttlar-Brandenfels (* 2. September 1900 in Kassel; † 8. Januar 1990 ebenda) war ein deutscher Generalmajor, der während des Zweiten Weltkrieges von 1942 bis 1945 im Oberkommando der Wehrmacht (OKW) diente.

## Leben

### Herkunft und Familie
Seine Eltern waren der preußische Generalmajor Walter Treusch von Buttlar-Brandenfels (1865–1954) aus der zur Althessischen Ritterschaft gehörenden Familie Treusch von Buttlar-Brandenfels und dessen Ehefrau Margarethe, geborene Damms (1874–1945). Sein Vater war Kommandeur des Magdeburgischen Husaren-Regiments Nr. 10, das in Stendal stationiert war. Der Archäologe Herbert von Buttlar (1912–1976) war sein Bruder. Er selbst war seit dem 9. Juni 1948 mit Helene Perleberg (1910–1980) verheiratet.

### Militärische Karriere
Buttlar trat am 11. Juni 1917 während des Ersten Weltkriegs als Fahnenjunker in das Magdeburgische Husaren-Regiment Nr. 10 der Preußischen Armee in Stendal ein. Er wurde am 1. Juli 1918 zum Leutnant befördert und war nach Kriegsende im Januar 1919 als Ordonnanzoffizier im Stab des VI. Reserve-Korps. Dieses führte unter Generalmajor Rüdiger von der Goltz im Jahr 1919 die deutschen Freiwilligen-Verbände im Baltikum.
Im Anschluss an diese Verwendung wurde Buttlar in die Reichswehr übernommen und im Mai 1920 dem Reiter-Regiment 3 zugeteilt. Nach der obligatorischen Wehrkreisprüfung konnte er ab Mai 1931 an der dreijährigen Führergehilfenausbildung teilnehmen. Dahinter verbarg sich die vom Versailler Vertrag verbotene und daher getarnte Ausbildung zum Generalstabsoffizier. Nach Abschluss der Ausbildung erhielt Buttlar zum 1. Oktober 1934 eine erste Stabsverwendung im Generalstab des IX. Armeekorps in Kassel. Da es zu gängigen Praxis gehörte, Generalstabsoffiziere durch regelmäßige Truppenkommandos auch taktisch auf dem höchsten Stand zu halten, trat Buttlar am 1. Oktober 1936 für ein Jahr den Posten eines Eskadronchefs im Reiter-Regiment 2 in Angerburg/Ostpreußen an. Per 1. Oktober 1937 wurde er in den Generalstab des Heeres im Oberkommando des Heeres (OKH) versetzt, wo er Verwendung in der Zentralabteilung fand. Diese bearbeitete neben der Organisation des inneren Dienstes des Generalstabes auch die Personalangelegenheiten aller Generalstabsoffiziere.
Als nach Ausbruch des Zweiten Weltkrieges die Mobilmachung neuer Divisionen anlief, wurde Buttlar zum 1. Dezember zum Ersten Generalstabsoffizier (Ia) der 81. Infanterie-Division ernannt. Noch bevor die Division jedoch an die Front verlegt werden konnte, wurde Buttlar im April 1940 abberufen und als Ia dem Generalstab der „Gruppe XXI“ unter General Nikolaus von Falkenhorst zugeteilt. Dieser Stab war die Führungsgruppe zur Leitung des Unternehmens „Weserübung“, dem Angriff auf Dänemark und Norwegen. Nach Abschluss der Kampfhandlungen wurde die „Gruppe XXI“ am 19. Dezember 1940 in Armeeoberkommando Norwegen umbenannt, während Buttlar seine Position in diesem Stab beibehielt.

### Im Oberkommando der Wehrmacht
Im Januar 1942 wurde der Wehrmachtführungsstab innerhalb des Oberkommando der Wehrmacht (OKW) umstrukturiert. Die Abteilung Landesverteidigung wurde dem Namen nach aufgelöst und die Dienststellung ihres Leiters in Stellvertretender Chef des Wehrmachtführungsstabes umbenannt. Diesem unterstanden drei Abteilungen für jeweils einen Generalstabsoffizier des Heeres, der Luftwaffe und der Kriegsmarine. Mitte Januar 1942 wurde Buttlar als 1. Generalstabsoffizier Heer im Wehrmachtführungsstab zum Chef der Heeresabteilung berufen. Sein direkter Vorgesetzter General Walter Warlimont beschrieb ihn später als „vorzüglicher Offizier und Kamerad.“ Auch beim Chef des Wehrmachtführungsstabes General Alfred Jodl soll Buttlar schon bald hohes Ansehen genossen haben. Er war mit diesem seit seiner Zeit in der Zentralabteilung des Generalstabes bekannt und hatte im Feldzug gegen Norwegen eng mit ihm zusammengearbeitet. Ein anderer Zeitgenosse schrieb: „Oberst Buttlar machte den Eindruck eines sehr energischen und hart zugreifenden Mannes, der allerdings nicht besonders sympathisch wirkt.“
In der neuen Aufgabe war Buttlar zuständig für die Belange und Interessen des Heeres auf den Kriegsschauplätzen des OKW (Mittelmeer, Nordafrika, Balkan, Nord- und Westeuropa). Allerdings setzte er sich auch nachdrücklich im Sinne des Generalstabes im Oberkommando des Heeres (OKH) ein. So versuchte er im Spätsommer 1943 den Chef des Wehrmachtführungsstabes General Alfred Jodl von der Notwendigkeit einer großen Absetzbewegung an der Ostfront und dem frühzeitigen Aufbau einer Verteidigungsstellung am Dnepr (→ Panther-Stellung) zu überzeugen, damit dieser wiederum Hitler beeinflussen konnte. Auch sorgte er in der zweiten Jahreshälfte 1943 für die vermehrte Zuführung von Divisionen an die Ostfront zulasten der übrigen Kriegsschauplätze.
Am 1. Februar 1942 war Buttlar Oberst geworden und am 1. Januar 1944 erfolgte seine Beförderung zum Generalmajor. Nach den Erinnerungen von Luise von Benda (ab 1945 zweite Ehefrau Alfred Jodls) war Buttlar durchaus kritisch gegenüber der deutschen Kriegführung eingestellt („Wieviel Blut ist im Osten unnötig geflossen, ach ... wenn Sie wüßten ...“). Als schließlich General Warlimont Anfang August 1944 erkrankte, übernahm Buttlar ab dem 6. September 1944 die Geschäfte als »Stellv. Chef des Wehrmachtführungsstabes«. Seinem Nachfolger als Abteilungschef, Oberstleutnant Wilhelm Meyer-Detring, gegenüber meinte er: „Sie werden sich hier an vieles gewöhnen müssen. Wenn man sich zigmal vergeblich bemüht hat, der Vernunft zum Siege zu verhelfen, dann ermüdet man allmählich.“ Buttlar blieb jedoch nicht lange in seiner neuen Position. Sein Nachfolger wurde ab dem 8. November 1944 Generalleutnant August Winter. Vom 10. April bis 3. Mai 1945 kommandierte er die Reste der 11. Panzer-Division.

### Nachkriegszeit
Buttlar wurde beim Nürnberger Prozess gegen die Hauptkriegsverbrecher am 7. Juni 1946 als Zeuge des Angeklagten Alfred Jodl von dessen Verteidiger Hermann Jahrreiß befragt. Jodl hatte ihn neben August Winter, Percy Ernst Schramm und Herbert Büchs um eine entlastende Aussage gebeten. Buttlar sagte aus, dass Jodl nie für Kriegsgefangene zuständig gewesen sei und dass auch Vorschriften für die Bandenbekämpfung im Partisanenkrieg nicht auf eine Ausrottung von Juden und Slawen gezielt hätten.
Im August 1946 hatten bei der Historical Division in Allendorf die Arbeiten für eine Geschichte des OKW begonnen. Im Herbst 1946 wurden in diesem Zusammenhang Warlimont und Buttlar aus Nürnberg herangeschafft. Buttlar musste, wie auch Warlimont, vom 14. Januar bis zum 13. Februar 1947 noch einmal zum IMT, kehrten dann für einen längeren Aufenthalt zurück. Auch nach dem Krieg rekonstruierte er die Geschichte des Krieges. Im Jahr 1954 erschien sein Werk Weltkrieg 1939–1945. Ehrenbuch der deutschen Wehrmacht. Dieses wurde vor allem von der sowjetischen Historiographie herangezogen, da für die offizielle Darstellung („Geschichte des Großen Vaterländischen Krieges der Sowjetunion“ 1960–1965) sonst kaum Zugang zu Originaldokumenten vorhanden war.